# John Joseph Carberry
Pour les articles homonymes, voir Carberry.
John Joseph Carberry (né le 31 juillet 1904 à Brooklyn, New York, aux États-Unis, et mort le 17 juillet 1998 à Kirkwood, Missouri), est un cardinal américain de l'Église catholique du XXe siècle, créé par le pape Paul VI.

## Biographie
John Joseph Carberry étudie à Rome et à Washington et avant de devenir prêtre à Brooklyn, il est professeur au séminaire d'Huntington (New York), secrétaire de l'évêque de Trenton (New Jersey) et chancelier de ce diocèse.
Carberry est élu évêque titulaire d'Elide et coadjuteur de Lafayette (Indiana) en 1956. Il succède au diocèse de Lafayette (Indiana) en 1957 et est transféré au diocèse de Columbus en 1965. Le 14 février 1968, il devient le cinquième archevêque de Saint-Louis. Son installation a lieu le 25 mars dans la cathédrale Saint-Louis de Saint-Louis. 
Il assiste au concile de Vatican II de 1962 à 1965. Le pape Paul VI le crée cardinal lors du consistoire du 28 avril 1969. Carberry participe aux deux conclaves de 1978, à l'issue desquels Jean-Paul Ier et Jean-Paul II sont élus.